# 王的文字
是一部2019年上映的韓國歷史劇情片，時代背景為朝鲜王朝，以世宗大王和信眉大師首創諺文的故事為題材，講述賭上一切創造諺文的世宗和以不屈的信念共同奮鬥的人們，以及歷史沒有記錄的創制諺文背後的故事。由《平壤城》《思悼》的導演曹喆鉉執導，宋康昊、朴海日及全美善擔綱主演。全球的票房總收入為645万4970美元。

## 演員陣容

### 主要人物
- 宋康昊 飾演 世宗大王
- 朴海日 飾演 信眉大師
- 全美善 飾演 昭憲王后

### 其他人物
- 金准韩 飾演 世子
- 車來亨 飾演 首陽大君
- 尹定日 飾演 安平大君
- 陳俊翔 飾演 學祖
- 琴世祿 飾演 李禎峨
- 崔德文 飾演 鄭麟趾
- 南文哲 飾演 崔萬里
- 鄭海均 飾演 高若海
- 朴東赫 飾演 鄭昌孫
- 鄭仁謙 飾演 金汶
- 吳鉉京 飾演 老僧人
- 林成宰 飾演 學烈
- 宋尚恩 飾演 平女
- 李近厚 飾演 僧人
- 劉東均 飾演 僧人
- 河詩妍 飾演 宮女
- 鄭秀智 飾演 宮女
- 禹智賢 飾演 儒教書生

## 爭議

### 版權爭議
上映前夕，該片陷入著作權糾紛，被認為最廣泛宣傳信眉大師的書籍《訓民正音之路：慧覺尊者信眉評傳》的出版方提出禁止電影上映的假處分申請，主張電影製作方和導演在沒有徵得出版社的同意的情況下，以上述書籍的內容為基礎創作了電影；電影製作方和導演反駁稱，信眉大師參與訓民正音創制的故事在《信眉評傳》出版前很久就已經有了歷史解釋，該片並不是以《信眉評傳》的內容為基礎來製作的，並且不接受和解。

### 歪曲歷史爭議
該片上映後陷入歪曲歷史的爭議，觀眾認為世宗大王為創制訓民正音的主角是韓國學界早已作出的定論，而該片則是將信眉大師渲染為主角。此爭議也導致該片最終的票房慘敗。

## 獎項榮譽
| 年份   | 頒獎禮                    | 獎項          | 入圍者 | 結果 |
| ------ | ------------------------- | ------------- | ------ | ---- |
| 2019年 | 第6屆韓國電影製作人協會獎 | 最佳女配角    | 全美善 | 獲獎 |
| 2021年 | 第40屆黃金攝影獎          | 最佳攝影 銀獎 | 金泰京 | 獲獎 |

## 外部連結
- NAVER上《王的文字》的資料
- Daum上《王的文字》的資料

- 韩国电影数据库（KMDb）上《王的文字》的資料
- 互联网电影数据库（IMDb）上《王的文字》的资料（英文）
- 《王的文字》在HanCinema的页面（英文）
- Box Office Mojo上《王的文字》的資料（英文）